# Vailly-sur-Sauldre
Vailly-sur-Sauldre är en kommun i departementet Cher i regionen Centre-Val de Loire i de centrala delarna av Frankrike. Kommunen ligger  i kantonen Vailly-sur-Sauldre som tillhör arrondissementet Bourges. År 2022 hade Vailly-sur-Sauldre 649 invånare.

## Befolkningsutveckling
Antalet invånare i kommunen Vailly-sur-Sauldre
Referens:INSEE